# Саломея с головой Иоанна Крестителя (картина Луини)
«Саломея с головой Иоанна Крестителя» — картина североитальянского художника Бернардино Луини, написанная около 1527 года. До 1773 года находилась в Музее истории искусств в Вене, затем была заменена на другую работу и попала во Флоренцию, в Галерею Уффици. Существует шесть авторских вариантов этого сюжета, которые хранятся в Музее истории искусств, Лувре, Бостонском музее изящных искусств, музее Прадо и коллекции князя Борромео на острове Изола-Белла.

## История
Во время прибытия во Флоренцию картина приписывалась Леонардо да Винчи, но была заново атрибутирована Гутьесом как работа Бернардино Луини на основании инвентаризации 1890 года. Бельтрами датировал её около 1527—1530 годами, то есть поздним этапом творчества художника. Влияние Леонардо да Винчи особенно заметно в лице девушки, которое критики сравнивают с рисунком «Голова девушки» Леонардо.

## Описание и анализ
На картине изображён палач, который держит отрубленную голову Иоанна Крестителя над чашей, которую придерживает Саломея (или, возможно, Иродиада). Слева за сценой наблюдает пожилая женщина с покрытой вуалью головой, вероятно, служанка. Лицо палача изображено с почти карикатурными чертами, которые усиливают его уродство и злобу, в отличие от тонких черт безжизненного лица Крестителя. Особое внимание уделяется роскошному платью Саломеи, характерному для моды начала XVI века, и её искусно заплетенным волосам.